# Labyrinth (OOMPH!)
Labyrinth (ted. Labirinto) è il terzo singolo tratto dal decimo album della band industrial metal tedesca OOMPH!. la copertina ritrae un uomo sperduto in mezzo ad un labirinto.

## Video
Il video è stato distribuito il 12 agosto 2008 su VIVA e poi sulla loro pagina di MySpace
.
Il making of del video è stato caricato sull'account di YouTube della band il 1º settembre 2008

## Tracce[1]
2 Tracce
1. Labyrinth
2. Beim ersten Mal tut's immer weh

5 Tracce
1. Labyrinth
2. Beim ersten Mal tut's immer weh
3. Unter deiner Haut
4. Ich will dich nie mehr sehn
5. Labyrinth (Agonoize Remix)